# Campionati europei di atletica leggera 2014 - 10000 metri piani maschili
La gara di corsa dei 10000 metri piani maschili dei campionati europei di atletica leggera di Zurigo 2014 si è svolta il 13 agosto 2014 presso lo Stadio Letzigrund.

## Podio

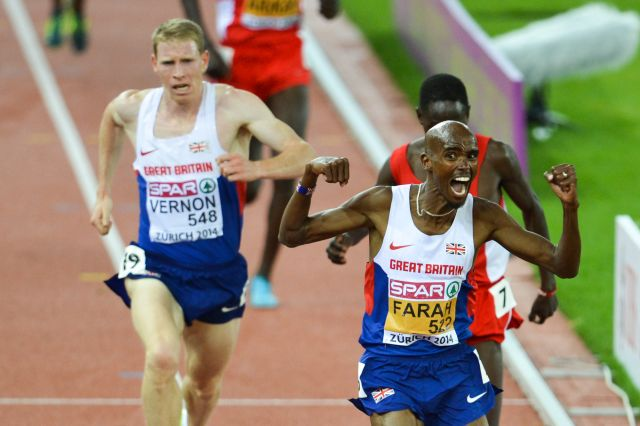
Un istante della corsa.

| Oro     | Mohamed Farah Gran Bretagna |
| Argento | Andy Vernon Gran Bretagna   |
| Bronzo  | Ali Kaya Turchia            |

## Programma
| Data           | Ora   | Evento |
| -------------- | ----- | ------ |
| 13 agosto 2014 | 19:50 | Finale |

Ora locale (UTC+2).

## Risultati

### Finale
| Class   | Nome                 | Nazione       | Tempo    | Note                                     |
| ------- | -------------------- | ------------- | -------- | ---------------------------------------- |
| Oro     | Mohamed Farah        | Gran Bretagna | 28:08.11 |                                          |
| Argento | Andy Vernon          | Gran Bretagna | 28:08.66 | Miglior prestazione personale stagionale |
| Bronzo  | Ali Kaya             | Turchia       | 28:08.72 | Miglior prestazione personale            |
| 4       | Polat Kemboi Arıkan  | Turchia       | 28:11.11 | Miglior prestazione personale stagionale |
| 5       | Bashir Abdi          | Belgio        | 28:13.61 |                                          |
| 6       | Daniele Meucci       | Italia        | 28:19.79 |                                          |
| 7       | Bouabdellah Tahri    | Francia       | 28:26.03 |                                          |
| 8       | Stefano La Rosa      | Italia        | 28:49.99 |                                          |
| 9       | Sondre Nordstad Moen | Norvegia      | 28:50.53 |                                          |
| 10      | Yevgeny Rybakov      | Russia        | 28:53.48 |                                          |
| 11      | Koen Naert           | Belgio        | 29:04.87 |                                          |
| 12      | Ricardo Ribas        | Portogallo    | 29:09.47 |                                          |
| 13      | Mats Lunders         | Belgio        | 29:12.86 |                                          |
| 14      | Marius Øyre Vedvik   | Norvegia      | 29:42.10 |                                          |
| 15      | Abdi Hakin Ulad      | Danimarca     | 29:50.67 |                                          |
| 16      | Mikael Ekvall        | Svezia        | 30:04.93 |                                          |
| 17      | Himro Alame          | Israele       | 30:04.95 |                                          |
| 18      | Girmaw Amare         | Israele       | 30:53.87 |                                          |
|         | Mehmet Akkoyun       | Turchia       | dnf      |                                          |
|         | Adil Bouafif         | Svezia        | dnf      |                                          |
|         | Serhij Lebid'        | Ucraina       | dnf      |                                          |
|         | Yassine Mandour      | Francia       | dnf      |                                          |
|         | Manuel Ángel Penas   | Spagna        | dnf      |                                          |
|         | Tom Wiggers          | Paesi Bassi   | dnf      |                                          |